# Campionato mondiale di motocross 2022
Il campionato mondiale di motocross 2022 è la sessantaseiesima edizione del campionato mondiale di motocross.

## MXGP

### Calendario
| Data        | Gran Premio | Località             | Vincitore Gara 1   | Vincitore Gara 2   | Vincitore GP       |
| ----------- | ----------- | -------------------- | ------------------ | ------------------ | ------------------ |
| 27 febbraio | Regno Unito | Matterley Basin      | Tim Gajser         | Jorge Prado García | Tim Gajser         |
| 6 marzo     | Lombardia   | Mantova              | Jorge Prado García | Tim Gajser         | Tim Gajser         |
| 20 marzo    | Argentina   | Neuquén              | Maxime Renaux      | Tim Gajser         | Tim Gajser         |
| 3 aprile    | Portogallo  | Águeda               | Jorge Prado García | Tim Gajser         | Jorge Prado García |
| 10 aprile   | Trentino    | Pietramurata         | Tim Gajser         | Tim Gajser         | Tim Gajser         |
| 24 aprile   | Lettonia    | Ķegums               | Tim Gajser         | Tim Gajser         | Tim Gajser         |
| 8 maggio    | Italia      | Maggiora             | Tim Gajser         | Tim Gajser         | Tim Gajser         |
| 15 maggio   | Sardegna    | Riola Sardo          | Calvin Vlaanderen  | Calvin Vlaanderen  | Calvin Vlaanderen  |
| 29 maggio   | Spagna      | Xanadú-Arroyomolinos | Maxime Renaux      | Maxime Renaux      | Maxime Renaux      |
| 5 giugno    | Francia     | Ernée                | Jeremy Seewer      | Glenn Coldenhoff   | Jeremy Seewer      |
| 12 giugno   | Germania    | Teutschenthal        | Tim Gajser         | Jeremy Seewer      | Tim Gajser         |
| 26 giugno   | Indonesia   | Samota-Sumbawa       | Tim Gajser         | Tim Gajser         | Tim Gajser         |
| 17 luglio   | Rep. Ceca   | Loket                | Jeremy Seewer      | Maxime Renaux      | Jeremy Seewer      |
| 24 luglio   | Fiandre     | Lommel               | Brian Bogers       | Glenn Coldenhoff   | Brian Bogers       |
| 7 agosto    | Svezia      | Uddevalla            | Maxime Renaux      | Jeremy Seewer      | Jeremy Seewer      |
| 14 agosto   | Finlandia   | Hyvinkää             | Brian Bogers       | Glenn Coldenhoff   | Glenn Coldenhoff   |
| 21 agosto   | Francia     | Saint-Jean-d'Angély  | Jeremy Seewer      | Tim Gajser         | Tim Gajser         |
| 4 settembre | Turchia     | Afyonkarahisar       | Maxime Renaux      | Romain Febvre      | Tim Gajser         |

### Classifiche finali

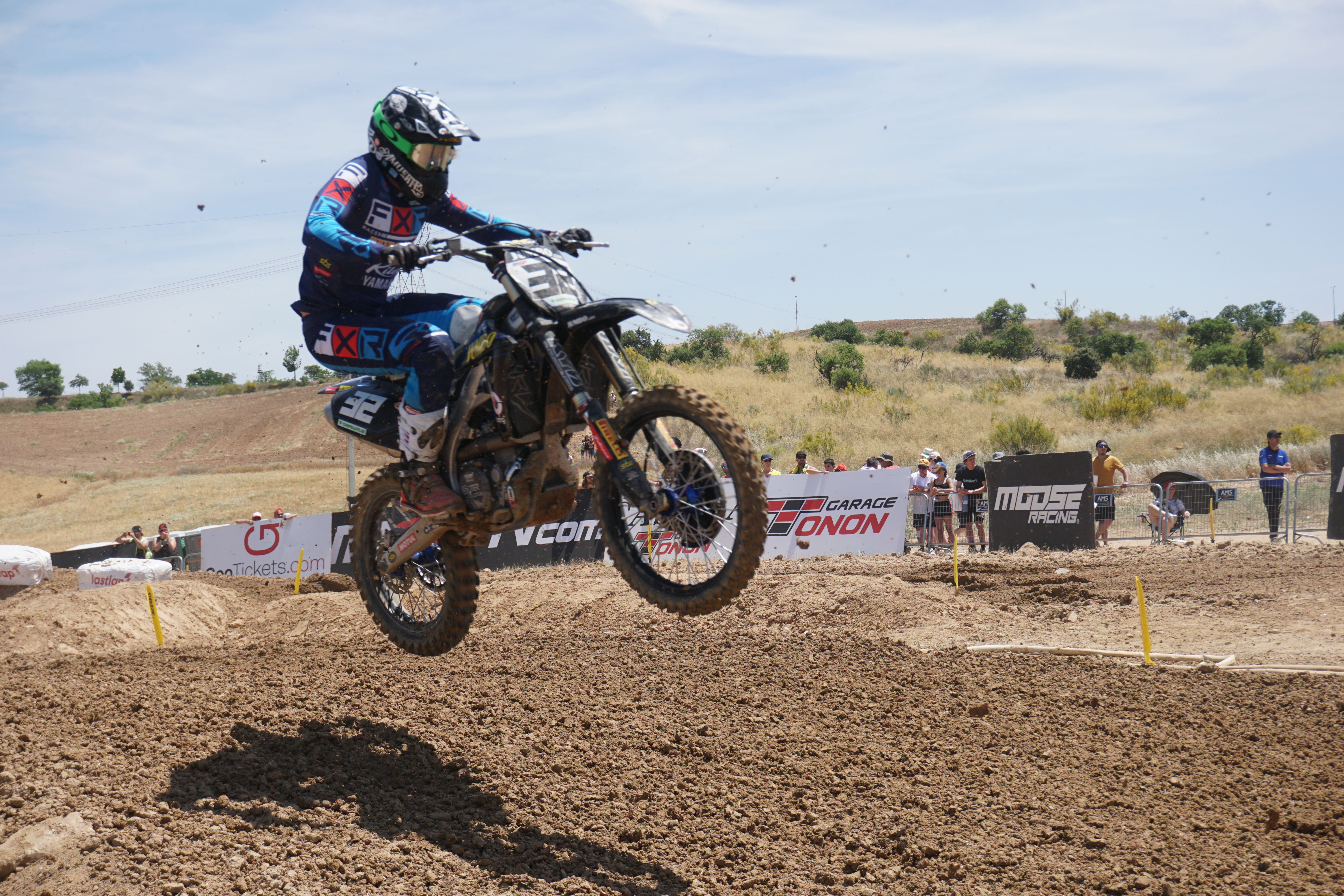
Brent Van Doninck nel 2022

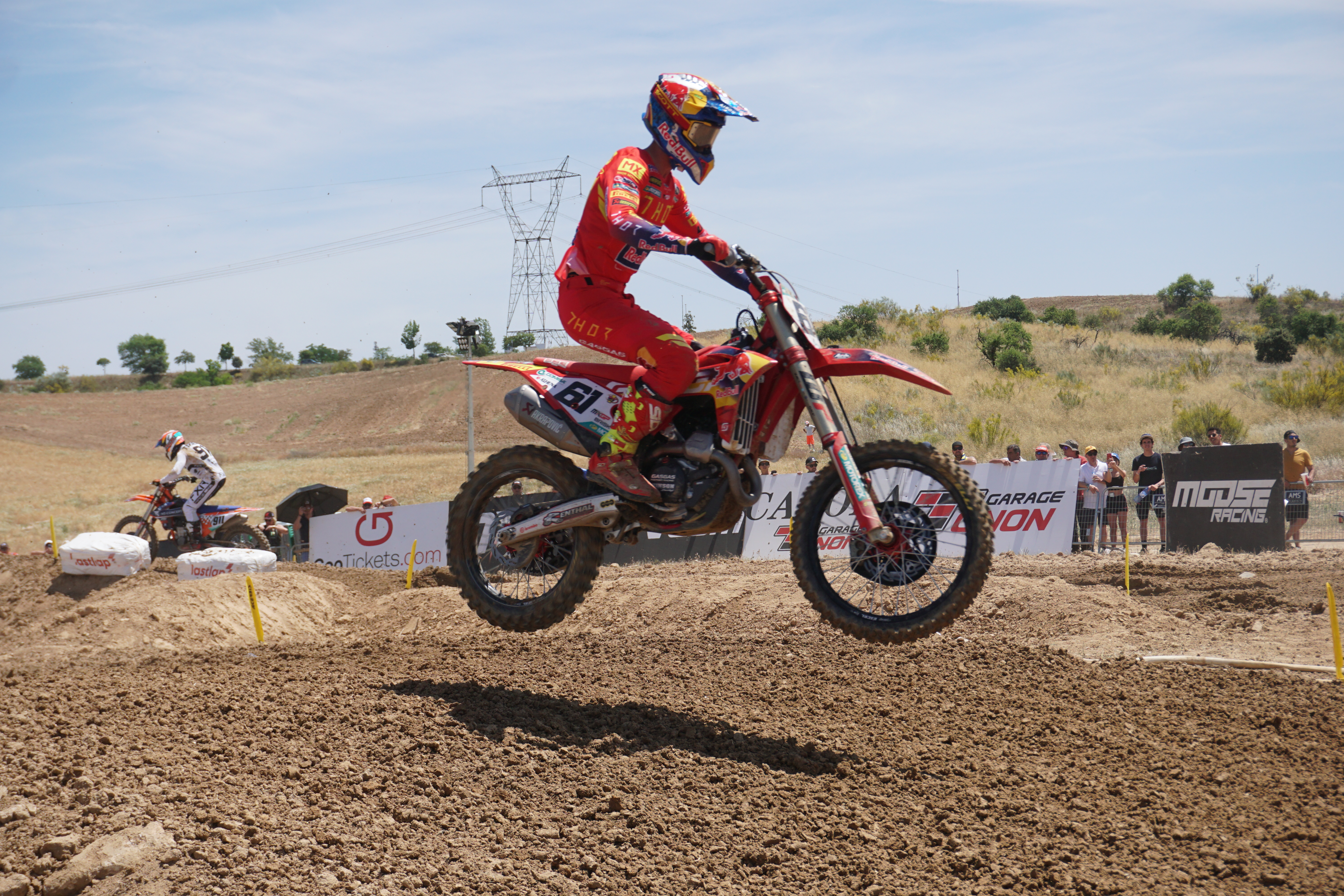
Jorge Prado nel 2022

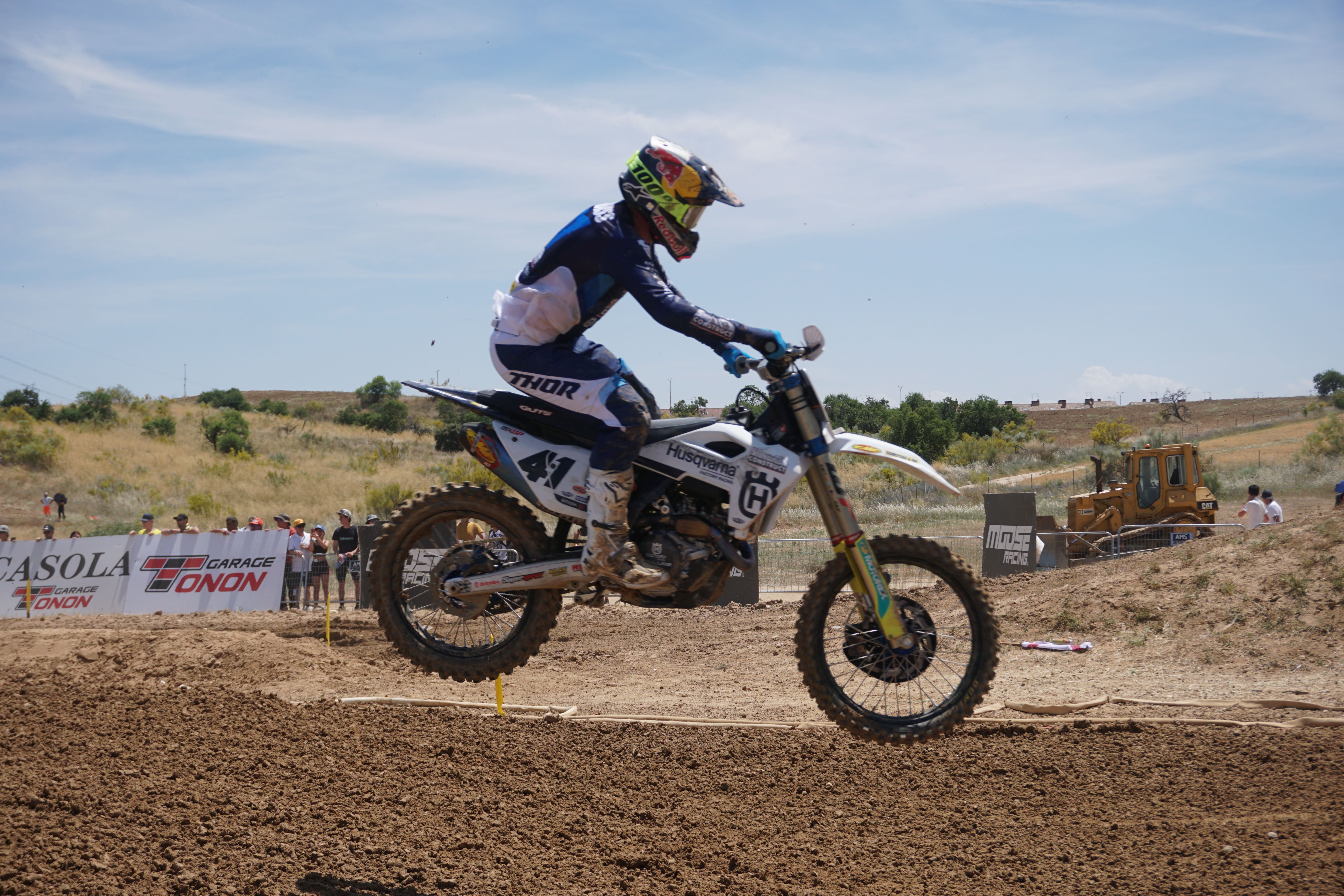
Pauls Jonass nel 2022

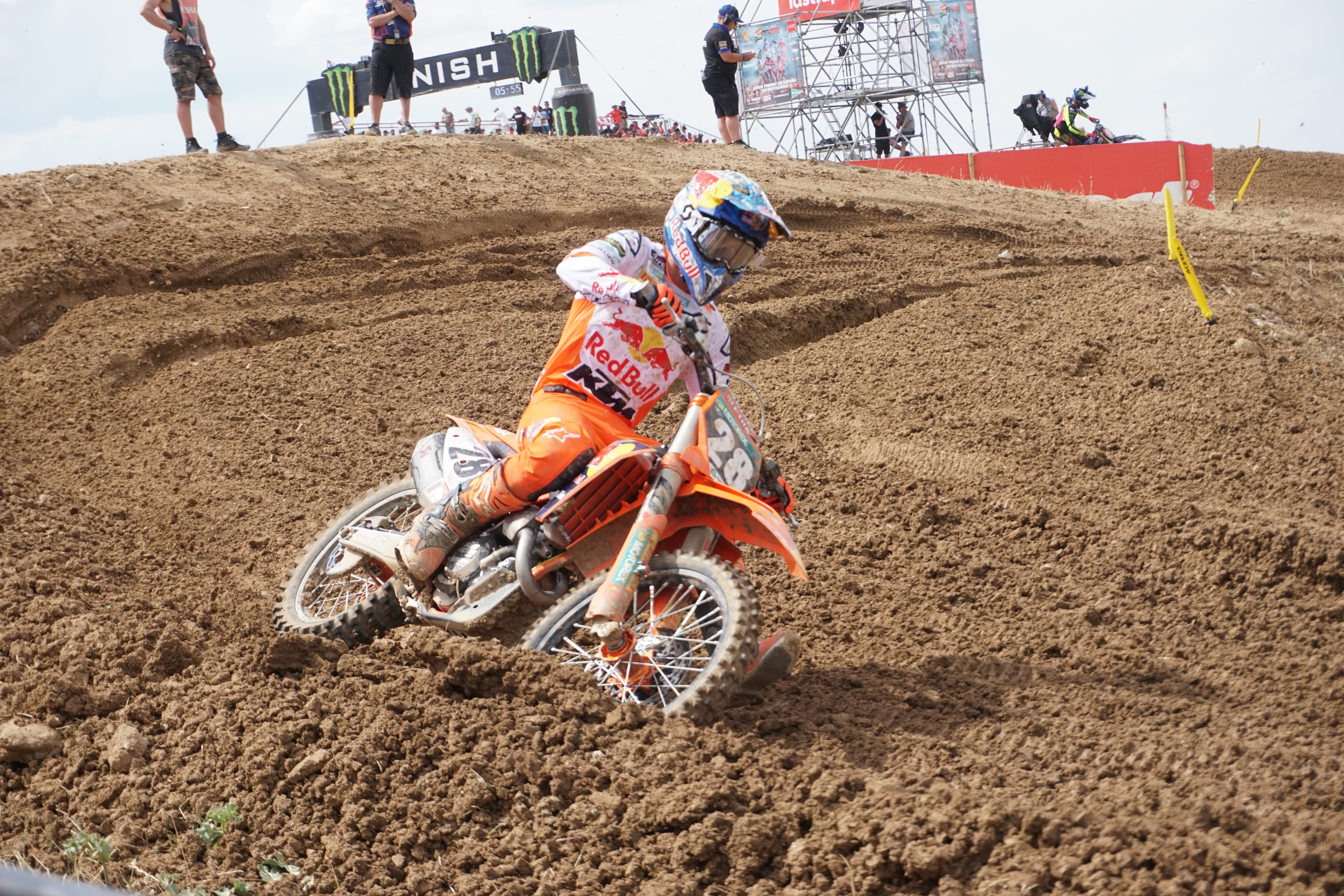
Tom Vialle nel 2022

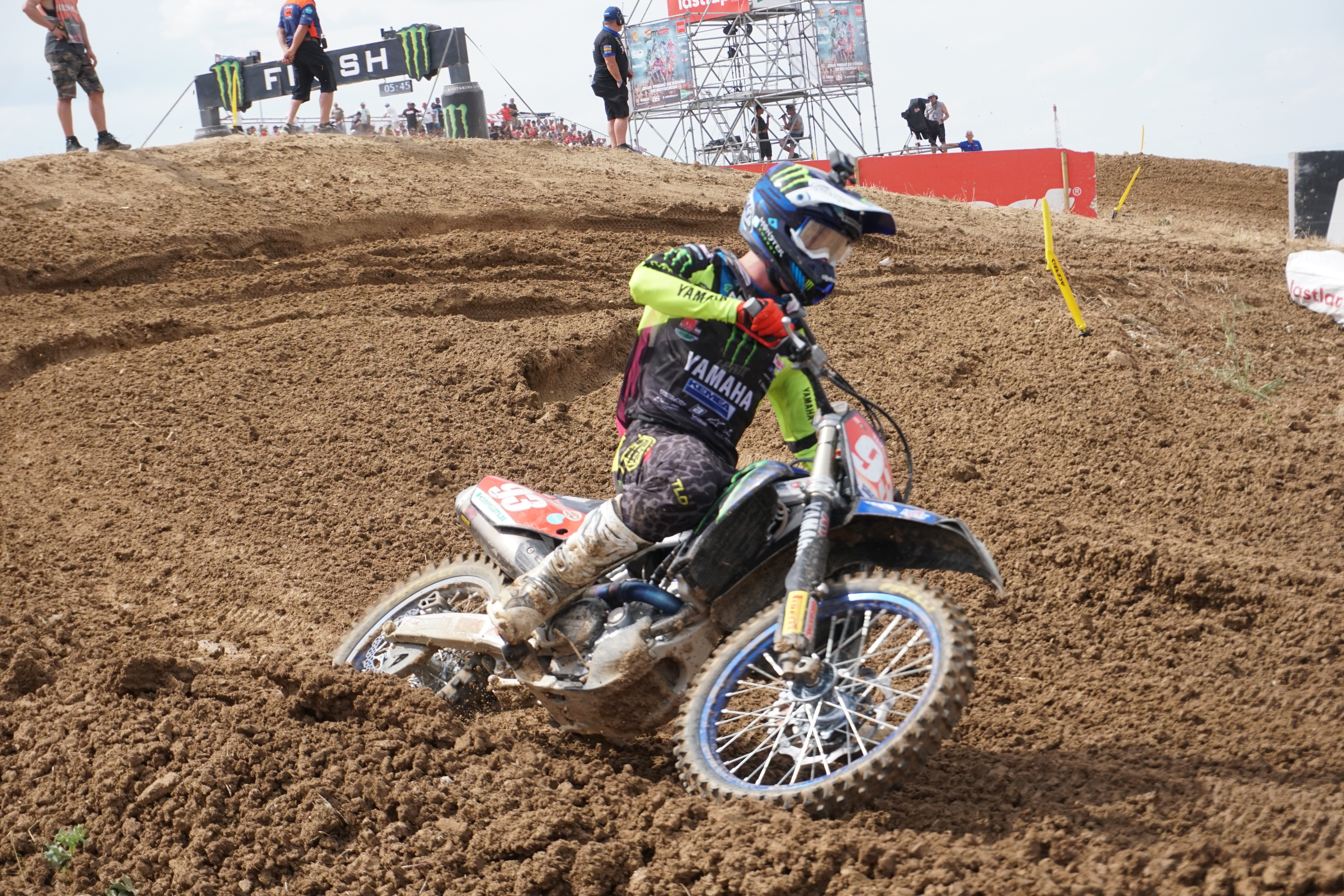
Jago Geerts nel 2022

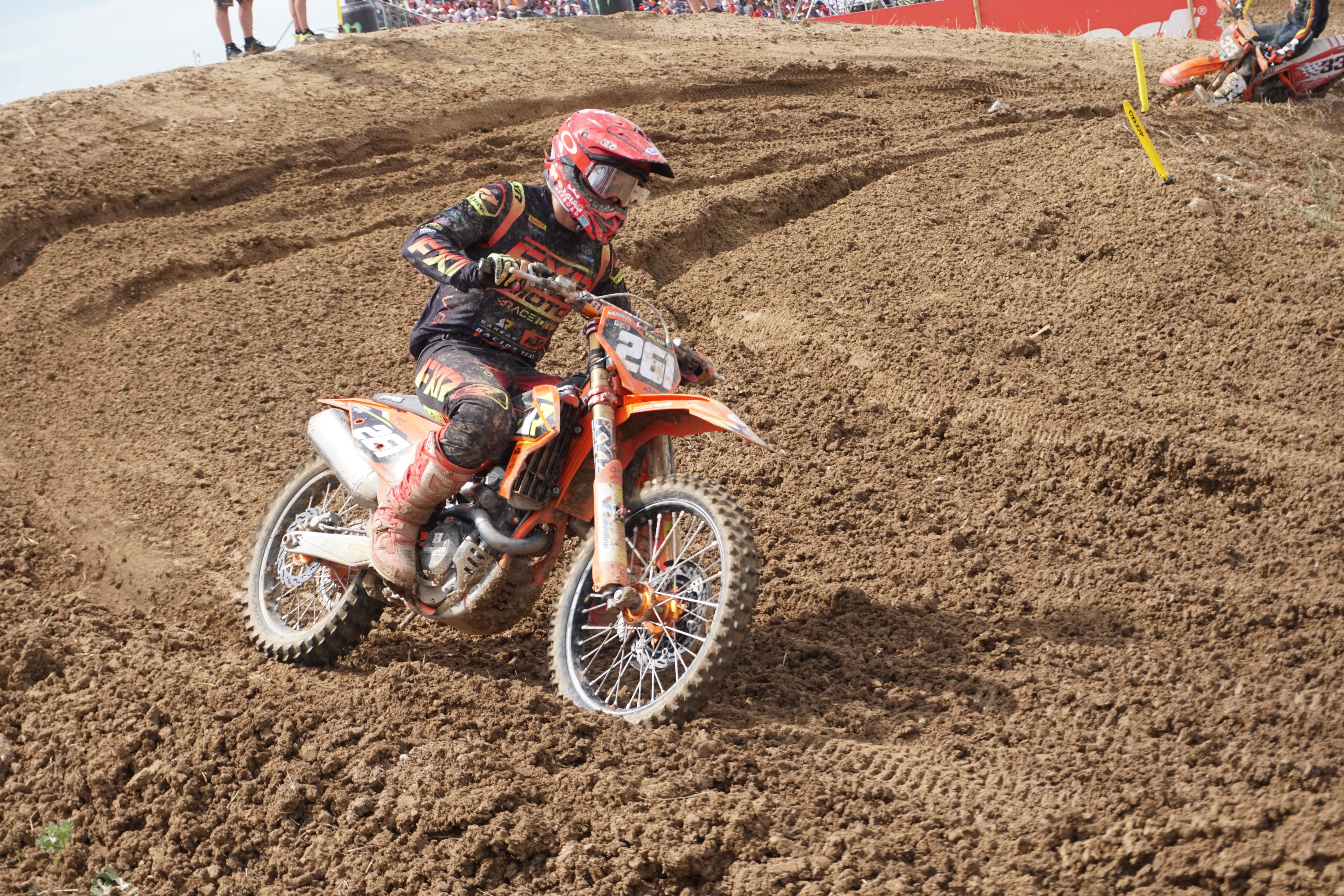
Jörgen-Matthias Talviku nel 2022

#### Piloti
| Pos. | Pilota             | Moto      | Punti |
| ---- | ------------------ | --------- | ----- |
| 1º   | Tim Gajser         | Honda     | 763   |
| 2º   | Jeremy Seewer      | Yamaha    | 657   |
| 3º   | Jorge Prado García | Gas Gas   | 589   |
| 4º   | Maxime Renaux      | Yamaha    | 578   |
| 5º   | Glenn Coldenhoff   | Yamaha    | 575   |
| 6º   | Brian Boogers      | Husqvarna | 428   |
| 7º   | Calvin Vlaanderen  | Yamaha    | 395   |
| 8º   | Rubén Fernández    | Honda     | 382   |
| 9º   | Pauls Jonass       | Husqvarna | 350   |
| 10º  | Mitchell Evans     | Honda     | 308   |

#### Costruttori
| Pos. | Costruttore | Punti |
| ---- | ----------- | ----- |
| 1º   | Yamaha      | 825   |
| 2º   | Honda       | 770   |
| 3º   | Gas Gas     | 625   |
| 4º   | Husqvarna   | 565   |
| 5º   | Kawasaki    | 465   |

## MX2

### Calendario
| Data        | Gran Premio | Località             | Vincitore Gara 1   | Vincitore Gara 2   | Vincitore GP       |
| ----------- | ----------- | -------------------- | ------------------ | ------------------ | ------------------ |
| 27 febbraio | Regno Unito | Matterley Basin      | Simon Längenfelder | Simon Längenfelder | Simon Längenfelder |
| 6 marzo     | Lombardia   | Mantova              | Jago Geerts        | Jago Geerts        | Jago Geerts        |
| 20 marzo    | Argentina   | Neuquén              | Jago Geerts        | Tom Vialle         | Tom Vialle         |
| 3 aprile    | Portogallo  | Águeda               | Tom Vialle         | Jago Geerts        | Tom Vialle         |
| 10 aprile   | Trentino    | Pietramurata         | Tom Vialle         | Tom Vialle         | Tom Vialle         |
| 24 aprile   | Lettonia    | Ķegums               | Jago Geerts        | Jago Geerts        | Jago Geerts        |
| 8 maggio    | Italia      | Maggiora             | Jago Geerts        | Tom Vialle         | Jago Geerts        |
| 15 maggio   | Sardegna    | Riola Sardo          | Jago Geerts        | Tom Vialle         | Tom Vialle         |
| 29 maggio   | Spagna      | Xanadú-Arroyomolinos | Tom Vialle         | Tom Vialle         | Tom Vialle         |
| 5 giugno    | Francia     | Ernée                | Tom Vialle         | Thibault Benistant | Tom Vialle         |
| 12 giugno   | Germania    | Teutschenthal        | Tom Vialle         | Thibault Benistant | Thibault Benistant |
| 26 giugno   | Indonesia   | Samota-Sumbawa       | Tom Vialle         | Tom Vialle         | Tom Vialle         |
| 17 luglio   | Rep. Ceca   | Loket                | Thibault Benistant | Jago Geerts        | Jago Geerts        |
| 24 luglio   | Fiandre     | Lommel               | Kay de Wolf        | Jago Geerts        | Jago Geerts        |
| 7 agosto    | Svezia      | Uddevalla            | Tom Vialle         | Jago Geerts        | Jago Geerts        |
| 14 agosto   | Finlandia   | Hyvinkää             | Jago Geerts        | Tom Vialle         | Tom Vialle         |
| 21 agosto   | Francia     | Saint-Jean-d'Angély  | Thibault Benistant | Tom Vialle         | Tom Vialle         |
| 4 settembre | Turchia     | Afyonkarahisar       | Tom Vialle         | Tom Vialle         | Tom Vialle         |

### Classifiche finali

#### Piloti
| Pos. | Pilota             | Moto      | Punti |
| ---- | ------------------ | --------- | ----- |
| 1º   | Tom Vialle         | KTM       | 758   |
| 2º   | Jago Geerts        | Yamaha    | 754   |
| 3º   | Simon Längenfelder | Gas Gas   | 596   |
| 4º   | Kevin Horgmo       | Kawasaki  | 527   |
| 5º   | Thibault Benistant | Yamaha    | 510   |
| 6º   | Kay de Wolf        | Husqvarna | 445   |
| 7º   | Mikkel Haarup      | Kawasaki  | 443   |
| 8º   | Andrea Adamo       | Gas Gas   | 437   |
| 9º   | Stephen Rubini     | Honda     | 384   |
| 10º  | Liam Everts        | KTM       | 310   |

#### Costruttori
| Pos. | Costruttore | Punti |
| ---- | ----------- | ----- |
| 1º   | Yamaha      | 808   |
| 2º   | KTM         | 797   |
| 3º   | Gas Gas     | 652   |
| 4º   | Kawasaki    | 601   |
| 5º   | Husqvarna   | 496   |